# Trondheimsfjord
Le Trondheimsfjord (Trondheimsfjorden) ou fjord de Trondheim est un fjord norvégien débouchant dans la mer de Norvège. Il tire son nom de la ville de Trondheim qui se situe sur ses rives. Il s'agit du 3e plus long fjord de Norvège avec près de 130 km.
Le fjord s'étend de la municipalité d'Ørland à l'ouest jusqu'à Steinkjer au nord. Sa profondeur maximale est de 617 mètres. Les principales îles du fjord sont Ytterøya et Tautra. On trouve également la petite île de Munkholmen dans le port de Trondheim. Au Nord, il possède une ramification, le Beitstadfjord à laquelle donne accès le Skarnsundet.
Les rives du fjord comportent les zones parmi les plus fertiles de Norvège. On y cultive notamment les céréales, dont la région est la première productrice du pays.
Le Trondheimsfjord est une importante voie de navigation depuis l'Âge des Vikings. En 1888, un glissement de terrain causa un tsunami qui tua une personne à Trondheim et causa la rupture de plusieurs lignes de chemin de fer. 
Quatre calmars géants ont été retrouvés dans le fjord, qui présente l'une des plus grandes concentrations de ces animaux au monde.

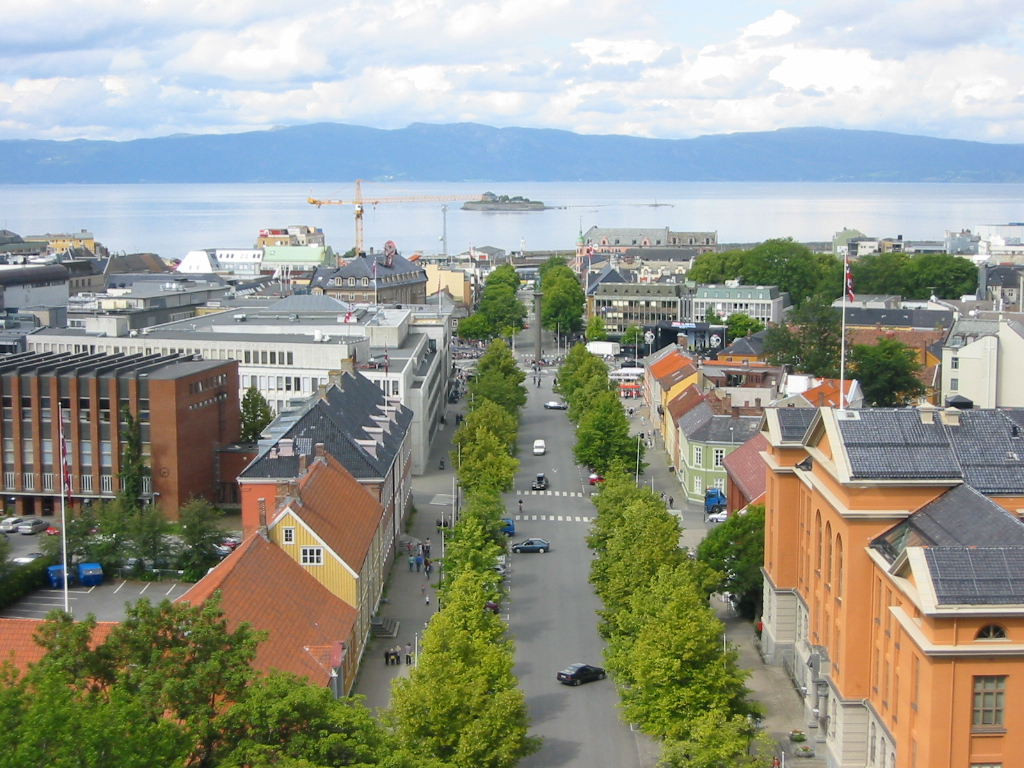
Vue du Trondheimsfjord depuis le toit de la cathédrale de Nidaros à Trondheim.